# Amegilla holmesi
Amegilla holmesi es una especie de abeja excavadora perteneciente al género Amegilla, categorizada en la tribu Anthophorini, de la subfamilia Apinae.
Fue descrita científicamente por el entomólogo australiano Percy Tarlton Rayment en 1947. Aparece registrada y publicada en una sección de Discover Life bee species guide and world checklist (Hymenoptera: Apoidea: Anthophila) de Ascher, J. S. y J. Pickering de 2020.

## Distribución
La especie se distribuye por Australia, en Nueva Gales del Sur, en Filipinas y Malasia.